# 海福德陨石坑
海福德陨石坑（Hayford）是月球背面的一座撞击坑，其名称取自美国大地测量学家约翰·菲尔默尔·海福德(John Fillmore Hayford，1868年-1925年)，1970年被国际天文联合会正式批准接受。

## 描述
该陨坑所处位置相对孤立，最邻近的已命名撞击坑为南面约300公里的克拉索夫斯基环形山。陨坑中心月面坐标为12°41′N 176°27′W / 12.68°N 176.45°W，直径28.15公里，
深度2.97公里。
海福德陨石坑边沿尖峭清晰，无明显的撞击侵蚀；内侧壁坡平整，略有崩塌或台地结构痕迹；坑壁平均高出周边地形890米，坑内容积约530.74公里³，底地表面平坦，无其它典型的地貌特征。

## 卫星陨石坑
按惯例，最靠近海福德陨石坑的卫星坑在月图上以字母标注在该坑中心点的旁边。
| 海福德 | 纬度    | 经度     | 直径    |
| ------ | ------- | -------- | ------- |
| E      | 13.5° N | 172.1° W | 21 公里 |
| K      | 9.6° N  | 174.2° W | 26 公里 |
| L      | 8.2° N  | 175.9° W | 16 公里 |
| P      | 11.1° N | 177.6° W | 21 公里 |
| T      | 13.3° N | 179.5° E | 31 公里 |
| U      | 14.0° N | 179.9° E | 21 公里 |